# Williams V-Jet II
Williams V-Jet II je dvomotorni zelo lahek reaktivec, ki ga je zgradilo Rutanovo podjetje Scaled Composites za proizvajalca letalskih motorjev Williams International. V-Jet naj bi testiral uporabo majhnega Williamsovega turboventilatorskega (turbofan) motorja FJX-1. FJX-1 je s potiskov okrog 250-300 kg en najmanjših turbofanov na svetu. Na podlagi tega letala so razvili Eclipse 500, ki pa je uporabljal Pratt & Whitney Canada PW610F.

## Specifikacije (V-Jet II)
Splošne značilnosti
- Dolžina: 35 ft 1 in (10,69 m)
- Razpon kril: 35 ft 4 in (10,77 m)
- Površina kril: 118 sq ft (11,0 m2)
- Teža praznega letala: 2.200 lb (998 kg)
- Bruto teža: 3.800 lb (1.724 kg)

Zmogljivost
- Maks. hitrost: 300 kn (345 mph; 556 km/h)
- Višina leta (servisna): 30.000 ft (9.100 m)

## Zunaje povezave
- Stran na airventuremuseum.org
- Eclipse Aviation strab

Predloga:Scaled Composites